# Eulalio García
Eulalio García Pereda (Casillas, 11 maggio 1951) è un ex ciclista su strada spagnolo che ha ottenuto una vittoria di tappa alla Vuelta a Espana, e un campionato nazionale.

## Carriera
Passato professionista nel 1976 con la KAS, ottenne 31 vittorie, oltre al secondo posto alla Escalada a Montjuic del 1978.
Tra i suoi principali successi figurano una Vuelta a La Rioja nel 1979, e al Gran Premio Miguel Indurain, all'epoca chiamato GP di Navarra.

## Palmarès
- 1975

Classifica generale Vuelta a Navarra
- 1976

1ª tappa Vuelta a Cantabria
- 1977

1ª tappa Tre giorni di Leganes
1978
1ª tappa Vuelta a Cantabria
2ª tappa Vuelta a Cantabria
- 1980

8ª tappa Vuelta a Espana

## Piazzamenti

### Grandi Giri
- Tour de France

1976: ritirato
1979: 86º
1981: 101º
- Vuelta a España

1977: 19º
1978: 4º
1979: 32º
1980: 39º
1982: 46º
1983: ritirato

### Classiche monumento
- Milano-Sanremo

1976: 57º
1979: ritirato
- Liegi-Bastogne-Liegi

1981: ritirato